# Бобова (Тюменская область)
Бобова — деревня в сельском поселении Кутарбитское, Тобольского района Тюменской области.
Рядом протекает река Турба.

## Население
| 2010 |
| ---- |
| 52   |